# التابعة (مسلسل)
التابعة هو مسلسل تلفزيوني درامي جزائري عُرض لأول مرة في رمضان 1446 هـ (2025) على شاشة تلفزيون النهار. يحكي عن الفتاة ياقوت تعود إلى البلدة للانتقام ممن دمر حياتها، فتجد نفسها في دائرة من السحر والشعوذة، وعليها الخروج منها ووضع حد للظلم.

## الممثلون
البطولة
- العمري كعوان
- أية خرفي درصاف
- جميلة عراس
- أحمد مداح
- نوران حريد
- مشاكرة الياس
- أحلام قواسمي
- أمينة بلعابد
- سمير زعفور
- هيثم حجاج

## وصلات خارجية
- التابعة على موقع IMDb (الإنجليزية)
- التابعة على موقع قاعدة بيانات الأفلام العربية
- حلقات المسلسل